# Капуста Олександр Володимирович
Капу́ста Олекса́ндр Володи́мирович (нар. 17 березня 1979, Миколаїв, СРСР) — український футболіст, що виступав на позиції нападника у мелітопольському «Олкомі». Перший гравець, якому вдалося забити 100 м'ячів у другій лізі чемпіонату України.

## Життєпис
Олександр Капуста народився у Миколаєві, де й почав займатися футболом у 7-річному віці. На одному з турнірів гра юного футболіста привернула увагу тренера сімферопольського училища-інтернату олімпійського резерву, який і запросив Капусту до Криму. Після закінчення училища Олександр за направленням вирушив до Мелітополя, де й розпочав свої виступи у складі місцевого «Торпедо».
Перший поєдинок чемпіонату на професійному рівні Капуста провів 8 вересня 1996 року в протистоянні «торпедівців» з командою «Олімпія ФК АЕС» (Южноукраїнськ), замінивши Дмитра Литвинова на 49-ій хвилині зустрічі. До цього він лише раз з'являвся на полі у розіграші Кубка України 1996/97. 5 червня 1997 року Олександр Капуста забив свій перший м'яч у чемпіонатах другої ліги, вразивши ворота клубу «Гірник-спорт» (Комсомольськ).
У сезонах 2001/02 та 2003/04 форвард мелітопольців двічі потрапляв до трійки найкращих бомбардирів групи «Б» другої ліги чемпіонату України з 16 та 11 забитими м'ячами відповідно. 16 квітня 2007 року в поєдинку з запорізьким «Металургом-2» Капуста забив свій 100-й м'яч в чемпіонатах другої ліги, ставши першим футболістом, якому підкорилася ця висота.
Після завершення професійної кар'єри наприкінці 2009 року, продовжив виступи у складі аматорського клубу «Мелітопольська черешня», разом з яким ставав багаторазовим переможцем обласних та міських змагань з футболу та міні-футболу.
У шлюбі з дружиною Ольгою має доньку Лауренсію.

## Клубна статистика
| Клуб                                          | Сезон   | Чемпіонат | Чемпіонат | Чемпіонат | Кубок   | Кубок   | Кубок   | Всього  | Всього  |
| Клуб                                          | Сезон   | Змаг.     | Матчі     | Голи      | Змаг.   | Матчі   | Голи    | Матчі   | Голи    |
| Украина                                       | Украина | Украина   | Украина   | Украина   | Украина | Украина | Украина | Украина | Украина |
| --------------------------------------------- | ------- | --------- | --------- | --------- | ------- | ------- | ------- | ------- | ------- |
| «Торпедо» (Мелітополь) / «Олком» (Мелітополь) | 1996/97 | ЧУ        | 18        | 1         | КУ      | 1       | 0       | 19      | 1       |
| «Торпедо» (Мелітополь) / «Олком» (Мелітополь) | 1997/98 | ЧУ        | 31        | 9         | КУ      | 3       | 0       | 34      | 9       |
| «Торпедо» (Мелітополь) / «Олком» (Мелітополь) | 1998/99 | ЧУ        | 22        | 11        | КУ      | -       | -       | 22      | 11      |
| «Торпедо» (Мелітополь) / «Олком» (Мелітополь) | 1999/00 | ЧУ        | 19        | 8         | КУ      | 1       | 0       | 20      | 8       |
| «Торпедо» (Мелітополь) / «Олком» (Мелітополь) | 2000/01 | ЧУ        | 24        | 7         | КУ      | 1       | 0       | 25      | 7       |
| «Торпедо» (Мелітополь) / «Олком» (Мелітополь) | 2001/02 | ЧУ        | 34        | 16        | КУ      | 2       | 0       | 36      | 16      |
| «Торпедо» (Мелітополь) / «Олком» (Мелітополь) | 2002/03 | ЧУ        | 27        | 5         | КУ      | 2       | 0       | 29      | 5       |
| «Торпедо» (Мелітополь) / «Олком» (Мелітополь) | 2003/04 | ЧУ        | 29        | 11        | КУ      | 1       | 0       | 30      | 11      |
| «Торпедо» (Мелітополь) / «Олком» (Мелітополь) | 2004/05 | ЧУ        | 20        | 8         | КУ      | 1       | 0       | 21      | 8       |
| «Торпедо» (Мелітополь) / «Олком» (Мелітополь) | 2005/06 | ЧУ        | 24        | 9         | КУ      | 1       | 0       | 25      | 9       |
| «Торпедо» (Мелітополь) / «Олком» (Мелітополь) | 2006/07 | ЧУ        | 27        | 10        | КУ      | 2       | 4       | 29      | 14      |
| «Торпедо» (Мелітополь) / «Олком» (Мелітополь) | 2007/08 | ЧУ        | 22        | 7         | КУ      | 2       | 0       | 24      | 7       |
| «Торпедо» (Мелітополь) / «Олком» (Мелітополь) | 2008/09 | ЧУ        | 23        | 0         | КУ      | 1       | 0       | 24      | 0       |
| «Торпедо» (Мелітополь) / «Олком» (Мелітополь) | 2009/10 | ЧУ        | 11        | 0         | КУ      | 1       | 0       | 12      | 0       |
| Всього                                        | Всього  | Всього    | 331       | 102       |         | 19      | 4       | 350     | 106     |